# Rencontre entre George H. W. Bush et François Mitterrand de 1981
La rencontre entre George H. W. Bush et François Mitterrand de 1981 est un évènement politique majeur de la politique étrangère de la France sous le premier septennat de François Mitterrand, qui a lieu le 24 juin 1981. 

## Contexte
François Mitterrand est élu président de la République en mai 1981. Il affiche publiquement sa volonté de nommer des ministres communistes dans son gouvernement. Les communistes doivent intégrer le gouvernement Pierre Mauroy (2) lors du Conseil des ministres du 24 juin 1981. Or, le président des États-Unis Ronald Reagan et les milieux néoconservateurs étasuniens s'inquiètent de potentielles transmissions d'informations confidentielles à l'URSS par les ministres, de la possibilité d'un coup d'État en France, et du futur du pays au sein de l'Otan. L'équipe du président craint également une contagion en Italie, où des parlementaires communistes pourraient aussi être nommés au gouvernement.
L'ambassadeur des États-Unis en France conseille au vice-président George H. W. Bush, ancien directeur de la CIA (1976-1977), de rencontrer Mitterrand afin d'obtenir d'éclaircir la situation et d'obtenir des informations sur le sujet. La rencontre est acceptée et doit se tenir au palais de l'Élysée dans l'heure qui suit le conseil des ministres. La venue est en suspens jusqu'à la veille, car il avait été rapporté à l'ambassadeur de France aux États-Unis François Lefebvre de Laboulaye que Bush ne viendrait pas si les ministres communistes étaient nommés au gouvernement avant sa venue, or, l'annonce de la nomination des ministres a lieu sur le perron du palais de l'Élysée dès le 23. François Mitterrand et Ronald Reagan communiquent directement par le télétype bleu et confirment la venue de Bush le lendemain.

## Préparatifs

### De l'équipe de Bush
Plusieurs notes sont préparées par les hauts fonctionnaires américain en vue de la visite. Le sous-secrétaire d’État qui dirige le département d'État, Walter Stoessel, lui conseille dans une note de ne pas être le premier à soulever la question de la présence des ministres communistes, car « Mitterrand [...] interpréterait cette démarche comme une ingérence dans les affaires domestiques ». Il affirme également qu'« il faut ne pas brûler nos ponts, parce que nous aurons besoin de la coopération française sur nombre de sujets qui nous intéressent », citant des thématiques liées à la Guerre froide, au conflit israélo-palestinien, à l'entrée de l'Espagne dans l'Otan, et à la stabilité en Afrique,.
Le Conseiller à la sécurité nationale Richard V. Allen recommande dans un mémorandum que Bush minimise les différences idéologiques entre Reagan et lui, en soulignant les convergences sur les questions des droits, des libertés, et de la lutte contre le totalitarisme,.

### De l'équipe de Mitterrand
Le conseiller en diplomatie du président, Hubert Védrine prépare une note pour informer le président du profil de Bush et des intentions de Reagan. Il remarque que « représentant typique de l'intelligentsia de la côte est, enrichi de dynamisme texan, Monsieur Bush est certainement capable de comprendre, à titre personnel, les données particulières de la politique française[, mais qu']il n'est pas sûr qu'il puisse [l']exprimer [...] en tant que vice-président »,.

## Dîner et entrevue
George H. W. Bush est invité à entrer au palais par l'entrée arrière de l'avenue Gabriel afin de ne pas croiser les ministres communistes qui sortent du conseil des ministres. 
La première partie de la rencontre est un dîner. Le vice-président est entouré de l'amiral Daniel Murphy, du secrétaire d'Etat adjoint aux affaires européennes Allen Holmes, de l'ambassadeur Arthur A. Hartman, de Bearg Dyke et d'un interprète. Le président Mitterrand est entouré du ministre des Affaires étrangères Claude Cheysson, de son conseiller spécial Jacques Attali, de son conseiller en diplomatie Hubert Védrine, et de l'ambassadeur de France aux États-Unis François Lefebvre de Laboulaye et d'un interprète.
Le dîner permet à Mitterrand d'expliquer à Bush la dynamique qui s'est enclenchée qui mène à l'érosion du Parti communiste français et à son remplacement par le Parti socialiste sur la scène politique française. Il déclare que « politiquement et historiquement », le moment le plus important de la vie politique en France depuis 1958 est celui où, le PS faisant jeu égal avec le PCF, « pour un homme de gauche, voter utile ne signifie plus voter communiste ». Allen Holmes rapporte que « Mitterrand a passé une bonne partie du déjeuner à nous décrire comment il allait étouffer les communistes en les intégrant au gouvernement et en les forçant à soutenir une politique contraire à la doctrine communiste. Au début du déjeuner, [...] Bush semblait plutôt sceptique en écoutant ces explications. Au dessert, il avait l'air de considérer que ce Mitterrand avait peut-être raison et qu'il était vraisemblablement capable de réussir ».
Après le repas, à 14h30, les deux dirigeants s'isolent avec un interprète dans une salle adjacente. François Mitterrand rassure George H. W. Bush sur ses intentions. Il lui assure qu'il ne nommera pas de ministres communistes à des postes importants, en les confinant aux ministères subalternes que sont celui des Transports ou de la Fonction publique. Bush transmet à Mitterrand un dossier de la CIA sur Régis Debray et lui demande d'au moins lui retirer son passeport diplomatique, ce que le président refuse. 
Bush décide de faire un commentaire minimaliste sur le perron de l’Élysée. Il déclare que la présence des ministres communistes « est certainement appelée à causer du souci aux alliés de la France ». Mitterrand s'approche du micro et répond que « la politique de la France est celle de la France et restera celle de la France ».

## Postérité
La rencontre rassure considérablement Bush, qui transmet les informations à Reagan. Satisfait par la rencontre, il fait dire à Alexander Haig sur CBS News que « nous devons reconnaître que la nomination d'un gouvernement est une affaire intérieure ».
Cela stabilise les relations franco-américaines pour les années à venir. Afin de rassurer à nouveau Reagan, Mitterrand fera transmettre à la CIA les informations données par Vladimir Vetrov durant l'affaire Farewell.